# Медиатизация реальности
Медиатизация реальности — это теория, утверждающая, что медиа влияют на общественные и политические процессы, а также влияют на общество, где данные процессы протекают. В данном случае важный аспект модернизации общества — это развитие медиа. Изменения в коммуникационных средствах массовой информации влекут за собой изменения в главных институтах общества.
Медиатизация реальности — это сдвиг в парадигме СМИ и коммуникационных исследований. Следуя концепции «посредничества», то есть медиации, медиатизация отражает процесс трансформации общества со сменой модели коммуникации.
Шведский медиаисследователь Кент Асп представил концепцию медиатизации и пояснил что медиатизация была впервые применена для воздействия на политическую коммуникацию. Кент Асп был первый, кто заговорил о медиатизации политической жизни. Он подразумевал явление, в процессе которого «политическая система находится под влиянием средств массовой информации и ими корректируется через манеру освещения политических событий».
Асп использовал термин, применяемый к политике, чтобы объяснить как медиа стали необходимым посредником между политиками и обществом. По Аспу политическая структура зависима, когда СМИ, это единственный источник политической информации, через который она может влиять на представления людей о политической реальности. Теоретические предположения Аспа о том, что массмедиа могут внедрять политические идеи через их медиатизацию, были приняты многими науками по изучению коммуникации. Датский специалист по массмедиа Стиг Гарвард помог разработать концепцию медиатизации и предположил, что это социальный процесс, в процессе которого общество настолько перенасыщается медиа, что другие явления не могут более существовать отдельно от СМИ.
Концепция сосредотачивается не только на медиаэффектах, но и на взаимосвязи между изменением средств массовой коммуникации, с одной стороны, и социально-культурных изменений, с другой стороны, как часть нашей повседневной коммуникации и конструирования реальности. Исследование медиатизации — это исследование взаимосвязи между медиа-коммуникативными и социокультурными изменениями, понимаемой как мета-процесс. СМИ — не обязательно прямая причина преобразования, но они так или иначе влияют на формирования образа политики, экономики, образования, религии.
Хьярвард и Петерсон резюмировали роль СМИ в культурных изменениях:
- Когда различные формы субкультур пытаются использовать СМИ для своих собственных целей, их культура чаще всего становится массовой.
- Политики в области культуры часто становятся рычагами для повышения медиатизации.
- Медиатизация предполагает трансформацию способов, с помощью которых авторитет и опыт доказывается и защищается.
- Технический прогресс создает средства, которые используются СМИ, и в результате определяет конкретный путь медиатизации.